# Hippocrepis
Hippocrepis ist eine Pflanzengattung in der Unterfamilie der Schmetterlingsblütler (Faboideae) innerhalb der Familie der Hülsenfrüchtler (Fabaceae). Manche Arten werden Hufeisenklee genannt.

## Beschreibung

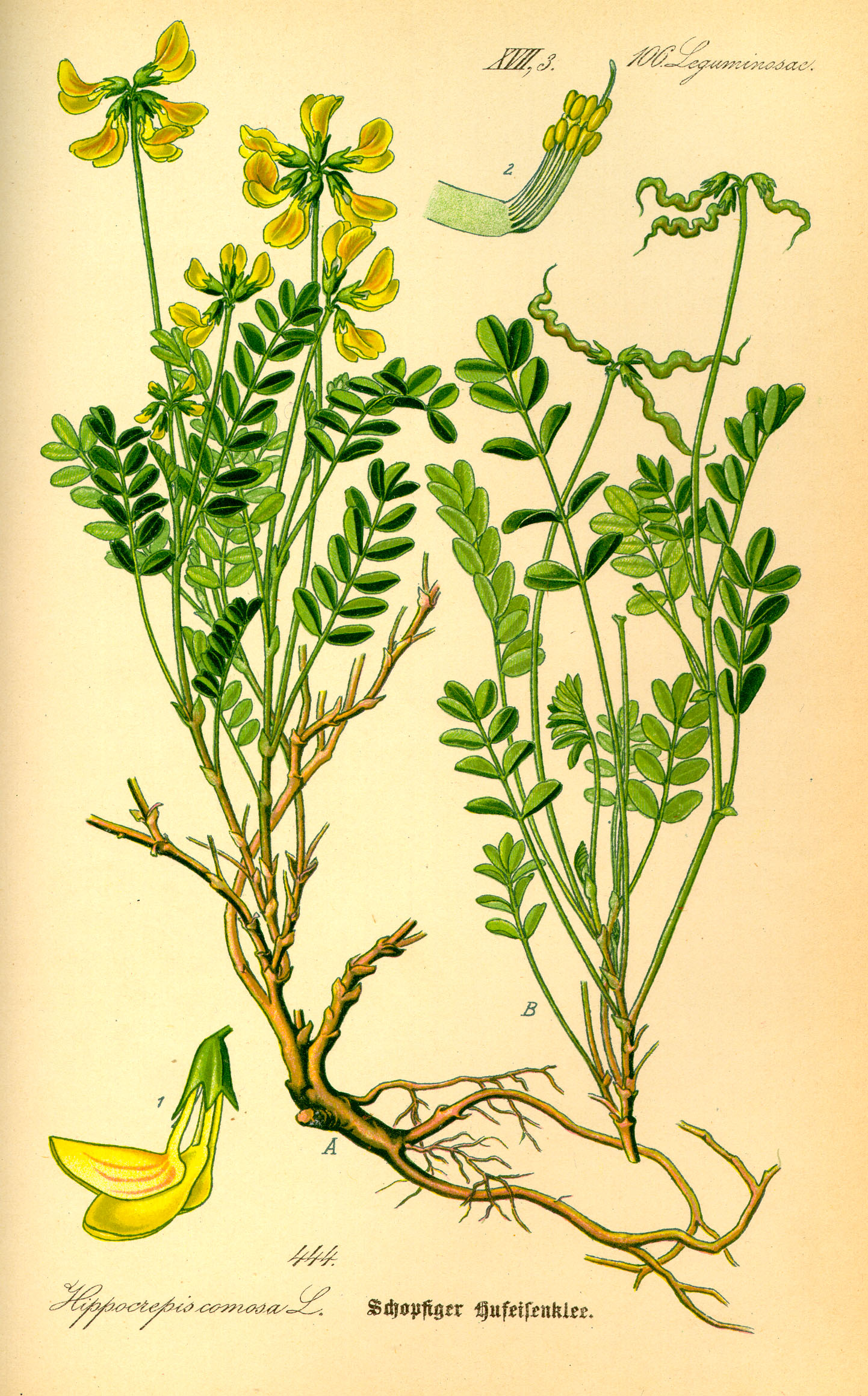
Illustration des Gewöhnlichen Hufeisenklees (Hippocrepis comosa)

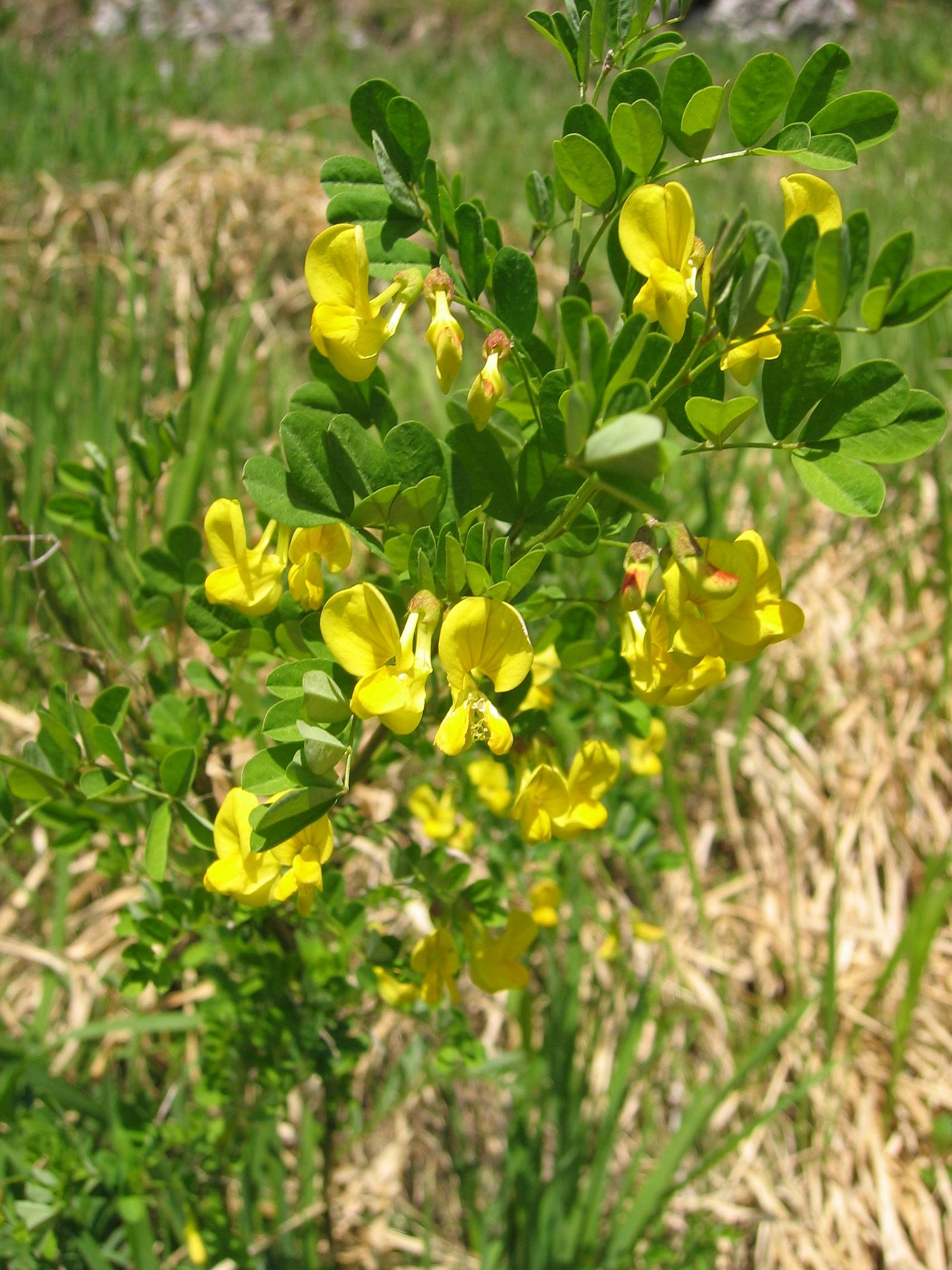
Habitus und Blüten der Strauchkronwicke (Hippocrepis emerus)

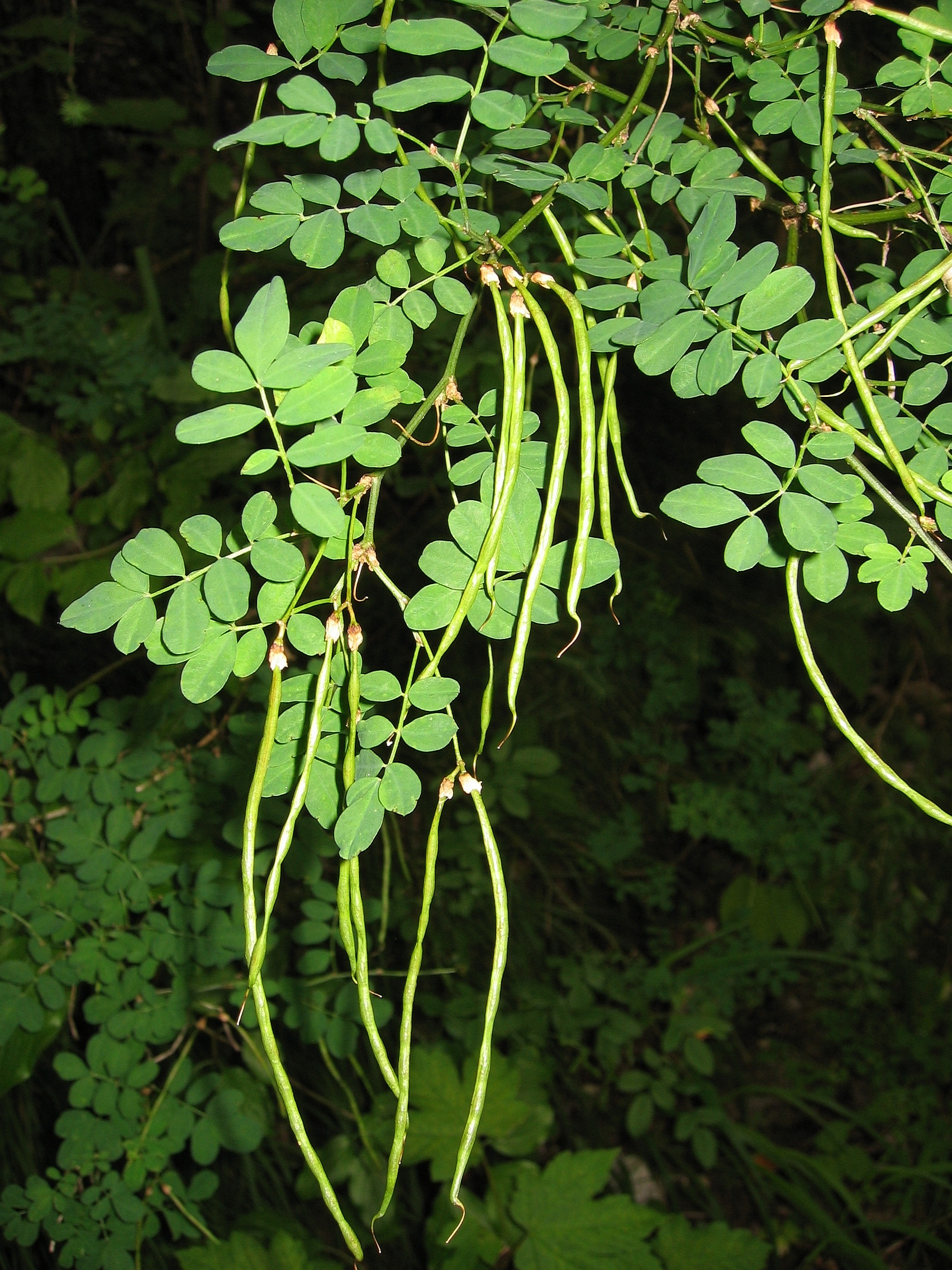
Laubblätter und Früchte der Strauchkronwicke (Hippocrepis emerus)

### Vegetative Merkmale
Hippocrepis-Arten sind einjährige oder ausdauernde krautige Pflanzen oder Sträucher, die sehr unterschiedliche Wuchshöhen erreichen.
Die unpaarig gefiederten Laubblätter besitzen drei bis viele ganzrandige Fiederblättchen. Es sind keine Nebenfiederblättchen vorhanden. Die relativ kleinen und freien Nebenblätter sind linealisch oder lanzettlich.

### Generative Merkmale
Die Blüten stehen selten einzeln oder zu zweit in den Blattachseln, meist zu mehreren in seitenständigen, doldigen Blütenständen, die kleine Tragblätter, aber keine Deckblätter enthalten.
Die zwittrigen Blüten sind zygomorph und fünfzählig mit doppelter Blütenhülle. Die fünf Kelchblätter sind röhrig-glockenförmig verwachsen. Die fünf Kelchzähne sind fast gleich und die zwei oberen Kelchzähne sind mehr oder weniger verwachsen. Die fünf gelben Kronblätter sind in der typischen Form von Schmetterlingsblüten angeordnet. Die Fahne ist fast kreisförmig.  Das Schiffchen ist nach innen gebogen und endet spitz. Von den zehn Staubblättern sind neun verwachsen. Die Staubbeutel sind alle gleich.
Die seitlich abgeflachte, flache Hülsenfrüchte sind oft in halbmond- bis hufeisenförmige Segmente gegliedert. Die Segmente können auch flach und rechteckig sein mit einer fast kreisförmigen Bucht, die einen gebogenen Auswuchs an der Basis aufweist, der den Samen einhüllt. Die Samen sind bogenförmig.

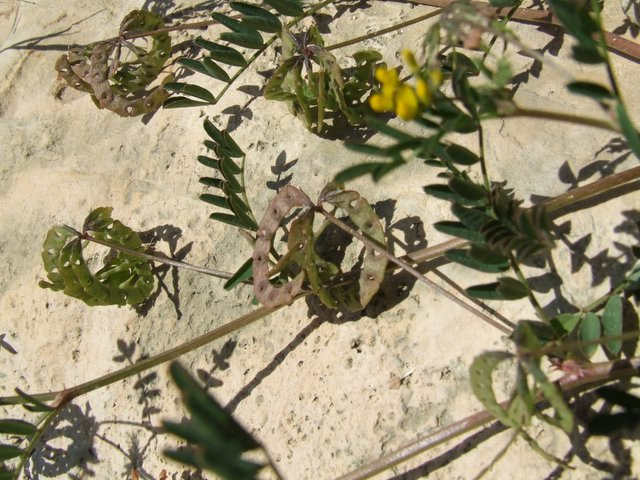
Vielhülsiger Hufeisenklee (Hippocrepis multisiliquosa)

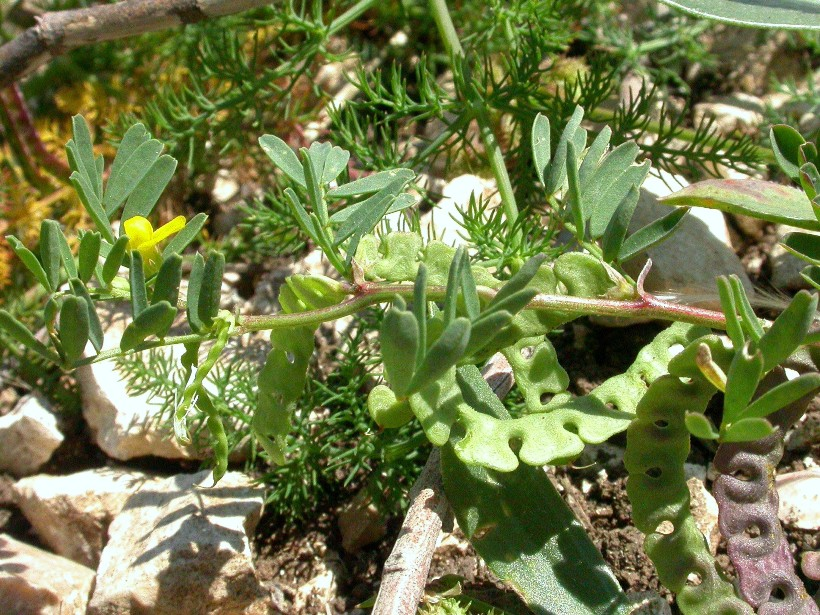
Einhülsiger Hufeisenklee (Hippocrepis unisiliquosa)

## Systematik und Verbreitung
Die Gattung Hippocrepis wurde 1753 durch Carl von Linné in Species Plantarum, Tomus II, S. 744 aufgestellt. Typusart ist Hippocrepis unisiliquosa L. Der Gattungsname Hippocrepis setzt sich zusammen aus den altgriechischen Wörtern hippo für „Pferd“ sowie crepis für „Schuh“, bedeutet also „Hufeisen“ und bezieht sich auf die der Fruchtsegmente der meisten Arten. Ein Synonym von Hippocrepis L. ist Emerus Mill.
Die Arten der Gattung Hippocrepis sind in weiten Teilen Europas, im Mittelmeerraum, in Nordafrika, auf den Kanarischen Inseln, auf den Kapverdischen Inseln, auf der Arabischen Halbinsel und in Pakistan verbreitet. 21 Arten kommen in Spanien vor, sechs Arten sowie eine Varietät gibt es in Marokko, in Algerien gibt es fünf Arten, nur eine Art gibt es im Kaukasusraum und vier Taxa, die zu drei Arten gehören, kommen in der Türkei vor.
Per Lassen hat 1989 den Untertribus Coronillinae bearbeitet und dabei die Gattungen Coronilla, Hippocrepis und Securigera neu geordnet und gegeneinander abgegrenzt. Dabei wurde zum Beispiel die Strauchkronwicke (Coronilla emerus L.) in die Gattung Hippocrepis als Hippocrepis emerus (L.) Lassen gestellt. Die Gattung Hippocrepis gehört zur Untertribus Coronillinae aus der Tribus Loteae in der Unterfamilie Faboideae innerhalb der Familie Fabaceae.
Nach der Überarbeitung von Lassen 1989 gibt es in der Gattung Hippocrepis 32 Arten:
Ausdauernde Arten:
- Hippocrepis atlantica Durieu ex Munby: Sie kommt nur in Marokko, Algerien und Tunesien vor.[9][1]
- Balearen-Hufeisenklee[10] (Hippocrepis balearica Cav. ex Nyman): Er ist ein Endemit der Balearen.[9]
- Hippocrepis bourgaei Font Quer: Ihre Heimat ist Spanien.[9]
- Hippocrepis carpetana Lassen: Die Heimat ist Spanien.
- Hippocrepis commutata Pau: Ihre Heimat ist Spanien.[9]
- Gewöhnlicher Hufeisenklee  (Hippocrepis comosa L.): Die Heimat ist Europa, als Neophyt kommt er auch in Nordamerika vor.[9]
- Strauchkronwicke (Hippocrepis emerus (L.) Lassen): Sie ist in Europa, Nordafrika, Vorderasien verbreitet und kommt als Neophyt beispielsweise in Nordamerika und auf Mauritius vor.[9] Es gibt zwei Unterarten:
  - Langstielige Strauchkronwicke (Hippocrepis emerus subsp. emeroides (Boiss. & Spruner) Greuter & Burdet ex Lassen, Syn.: Coronilla emeroides Boiss. & Spruner, Coronilla emerus subsp. emeroides (Boiss. & Spruner) Holmboe)
  - Hippocrepis emerus (L.) Lassen subsp. emerus (Syn.: Coronilla emerus L.)
- Hippocrepis eriocarpa Boiss.: Die Heimat ist Spanien.[9]
- Hippocrepis fruticescens Sennen: Die Heimat ist Spanien.[9]
- Hippocrepis glauca Ten.: Die Heimat ist die Balkanhalbinsel und Italien einschließlich Sizilien sowie Sardinien.[9]
- Hippocrepis liouvillei Maire: Sie kommt nur in Marokko vor.[9]
- Hippocrepis monticola Durieu ex Lassen: Die Heimat ist Marokko, Algerien, Tunesien und Libyen.[9]
- Hippocrepis rupestris Laza: Die Heimat ist Spanien.[9]
- Hippocrepis scabra DC.: Die Heimat ist Spanien.[9]
- Hippocrepis scorpioides Req. ex G.Bentham: Die Heimat ist Spanien und Frankreich.[9]
- Hippocrepis squamata Coss.: Die Heimat ist Spanien.[9]
- Hippocrepis toletana Pau: Die Heimat ist Spanien.[9]
- Valencia-Hufeisenklee[10] (Hippocrepis valentina Boiss.): Die Heimat ist Spanien.[9]

Einjährige Arten:
- Hippocrepis areolata Desv.: Sie kommt in Marokko, Algerien, Tunesien, Libyen, Ägypten und Israel vor.[9]
- Zweiblütiger Hufeisenklee[10] (Hippocrepis biflora Spreng.): Er kommt in Südeuropa, in Nordafrika und in Westasien vor.[9]
- Hippocrepis bornmuelleri Hausskn. ex Bornm.: Seine Heimat ist der Iran.[9]
- Hippocrepis brevipetala (Murb.) E.Dominguez: Sie kommt in Marokko und Tunesien vor.[9]
- Gewimperter Hufeisenklee (Hippocrepis ciliata Willd.): Er kommt in Südeuropa, Südosteuropa, Nordafrika und in Vorderasien vor.[9]
- Hippocrepis constricta Kunze: Die Heimat ist Nordafrika, die Kapverden, Israel, die Arabische Halbinsel, der Iran und Pakistan.[9]
- Rundfrüchtiger Hufeisenklee[10] (Hippocrepis cyclocarpa Murb.): Die Heimat ist Kreta, Tunesien, Libyen und Ägypten.[9]
- Hippocrepis minor Munby: Ihre Heimat ist Marokko, Algerien und Tunesien.[9]
- Vielhülsiger Hufeisenklee (Hippocrepis multisiliquosa L.): Er ist von Süd- über Südosteuropa bis Vorderasien und Nordafrika verbreitet.[9]
- Hippocrepis neglecta Lassen: Sie kommt nur in Marokko vor.[9]
- Hippocrepis salzmannii Boiss. & Reut.: Sie kommt in Spanien und Marokko vor.[9]
- Einhülsiger Hufeisenklee (Hippocrepis unisiliquosa L.): Er kommt in Griechenland, auf Inseln in der Ägäis, Kreta, Zypern, Sizilien, in Vorderasien, Tunesien, Ägypten, auf der Sinaihalbinsel, im Irak und im Iran vor.[9] Es gibt die Unterarten:
  - Hippocrepis unisiliquosa subsp. armena Lassen: Sie kommt vom Kaukasus bis zum Iran vor.[11]
  - Hippocrepis unisiliquosa subsp. bisiliqua (Forssk.) Bornm.: Sie kommt von Ägypten bis zum Iran und auf der Arabischen Halbinsel vor.[11]
  - Hippocrepis unisiliquosa L. subsp. unisiliquosa.